# WebsiteSpark
Microsoft WebsiteSpark – program rozwojowy Microsoftu przeznaczony dla nowo powstałych, niewielkich przedsiębiorstw zajmujących się tworzeniem serwisów internetowych. Uczestnicy otrzymują na 3 lata dostęp do oprogramowania firmy Microsoft wspomagających projektowanie, tworzenie, rozwój i testowanie aplikacji/stron internetowych.

## Warunki przystąpienia do programu
- Prowadzenie działalności gospodarczej, która zajmuje się tworzeniem stron i/lub aplikacji internetowych.
- Działalność uczestnika nie może istnieć dłużej niż 3 lata w chwili przystępowania do programu.
- W przypadku firm liczba pracowników nie może przekroczyć 10.
- Uczestnik zobowiązuje się do stworzenia przynajmniej jednego serwisu w ciągu 6 miesięcy od chwili przystąpienia do programu.

## Oprogramowanie dostępne dla uczestników
- Visual Studio (w wersji Professional, 3 licencje)
- SQL Server Web Edition (3 licencje)
- Microsoft Expression Web (2 licencje)
- Microsoft Expression Studio (1 licencja)

Oprogramowanie można pobrać bezpośrednio z serwisu MSDN. Uczestnicy mogą także dwukrotnie uzyskać indywidualną pomoc techniczną od Microsoftu.